# Las Sabanas
Las Sabanas là một khu tự quản thuộc tỉnh Madriz, Nicaragua. Khu tự quản Las Sabanas có diện tích 65 ki lô mét vuông. Đến thời điểm năm 2005, huyện Las Sabanas có dân số 4136 người.